# Rindersbukta
Rindersbukta is een baai van het eiland Spitsbergen, dat deel uitmaakt van de Noorse eilandengroep Spitsbergen.
De baai is vernoemd naar de Nederlandse walvisvaarder Michiel Rinders.

## Geografie
De baai ligt aan het oostelijk uiteinde van het fjord Van Mijenfjord en mondt in het noordwesten in het fjord uit. De baai is zuidoost-noordwest georiënteerd
Ten noordoosten van de baai ligt het Heer Land en ten zuidwesten het Nathorst Land.